# Enota deželne decentralizacije Gorica
Enota deželne decentralizacije Gorica (italijansko Ente di decentramento regionale di Gorizia, furlansko Ent di decentrament regjonâl di Gurize) je upravno-ozemeljska enota italijanske dežele Furlanije - Julijske krajine. Sestavlja jo 25 občin s skupno 138.314 prebivalci (konec 2023), meji na zahodu z Videmsko enoto deželne decentralizacije, na jugovzhodu s Tržaško in vzhodno s Slovenijo.
Ustanovljena je bila leta 2019 (delovati je pričela 1. julija 2020) po odpravi medobčinskih teritorialnih zvez, v mejah nekdanje Goriške pokrajine, ki je bila odpravljena leta 2017.

## Občine
Glavno mesto je Gorica.
| #  | Občinska središča  | Italijansko             | Furlansko            | Prebivalci |
| -- | ------------------ | ----------------------- | -------------------- | ---------- |
| 1  | Gorica             | Gorizia                 | Gurize               | 36.172     |
| 2  | Tržič              | Monfalcone              | Monfalcon            | 27.701     |
| 3  | Ronke              | Ronchi dei Legionari    | Roncjis              | 11.810     |
| 4  | Gradež             | Grado                   | Grau                 | 8.641      |
| 5  | Krmin              | Cormons                 | Cormons              | 7.699      |
| 6  | Štarancan          | Staranzano              | Staranzan            | 7.260      |
| 7  | Gradišče ob Soči   | Gradisca d'Isonzo       | Gardiscje            | 6.469      |
| 8  | Škocjan ob Soči    | San Canzian d'Isonzo    | San Canzian          | 6.198      |
| 9  | Romanž na Soči     | Romans d'Isonzo         | Romans dal Lusinç    | 3.663      |
| 10 | Foljan Sredipolje  | Fogliano Redipuglia     | Foian Redipulie      | 2.946      |
| 11 | Turjak             | Turriaco                | Turiàc               | 2.805      |
| 12 | Zagraj             | Sagrado                 | Segrât               | 2.140      |
| 13 | Špeter ob Soči     | San Pier d'Isonzo       | San Pier dai Bisiacs | 1.994      |
| 14 | Sovodnje ob Soči   | Savogna d'Isonzo        | Savogne di Gurize    | 1.655      |
| 15 | Fara ob Soči       | Farra d'Isonzo          | Fare                 | 1.655      |
| 16 | Vileš              | Villesse                | Vilès                | 1.628      |
| 17 | Koprivno           | Capriva del Friuli      | Caprive              | 1.627      |
| 18 | Moš                | Mossa                   | Mosse                | 1.529      |
| 19 | Šlovrenc ob Soči   | San Lorenzo Isontino    | San Lurinç Lisuntin  | 1.512      |
| 20 | Mariano del Friuli | Mariano del Friuli      | Marian               | 1.473      |
| 21 | Doberdob           | Doberdò del Lago        | Dobardò              | 1.352      |
| 22 | Medeja             | Medea                   | Migjee               | 964        |
| 23 | Števerjan          | San Floriano del Collio | San Florean dal Cuei | 746        |
| 24 | Morar              | Moraro                  | Morâr                | 695        |
| 25 | Dolenje v Brdih    | Dolegna del Collio      | Dolegne dal Cuei     | 323        |